# Triaspis mozambica
Triaspis mozambica är en tvåhjärtbladig växtart som beskrevs av Adrien Henri Laurent de Jussieu. Triaspis mozambica ingår i släktet Triaspis och familjen Malpighiaceae. Inga underarter finns listade i Catalogue of Life.